# مكتبة كنساس سيتي

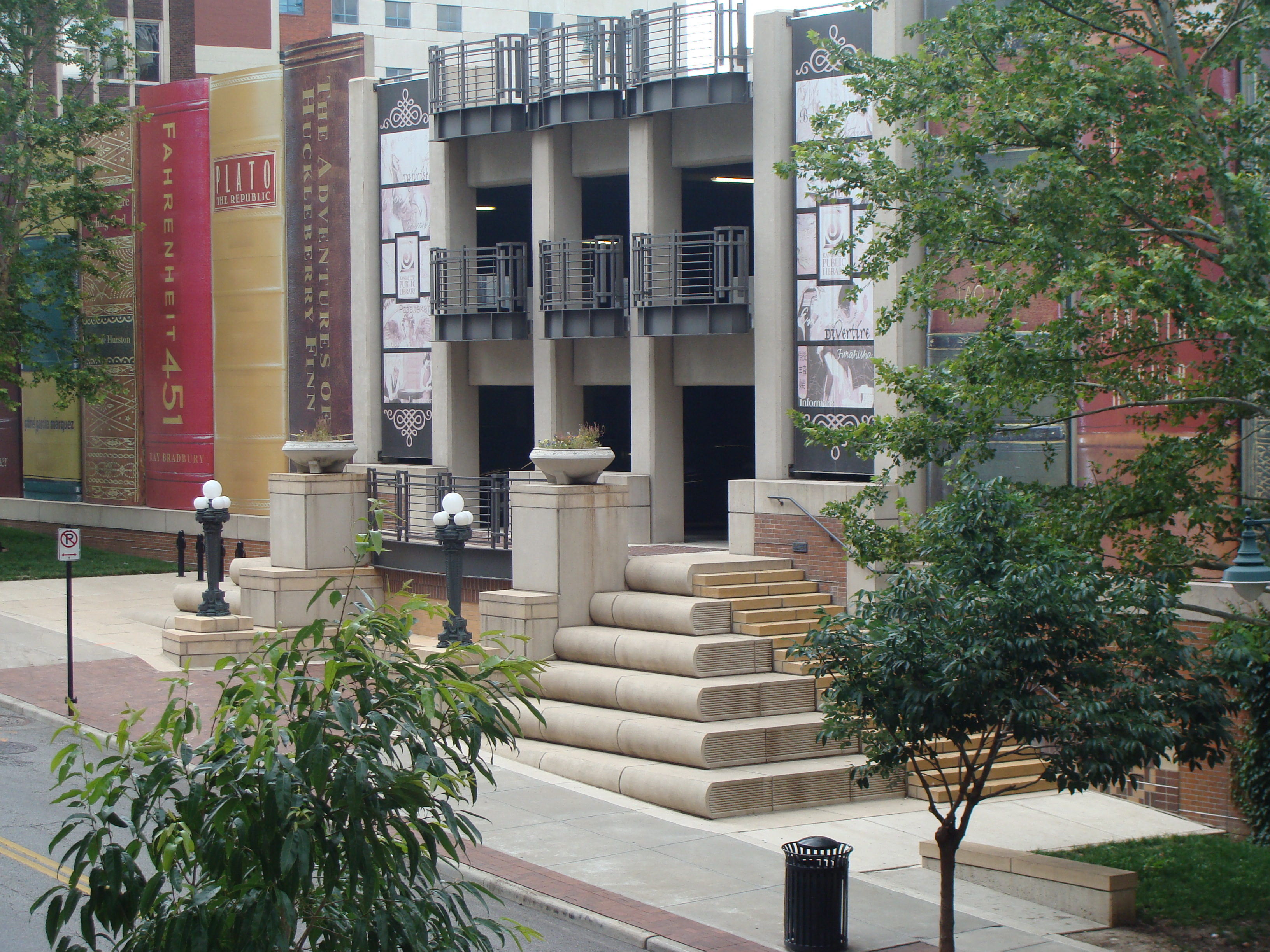

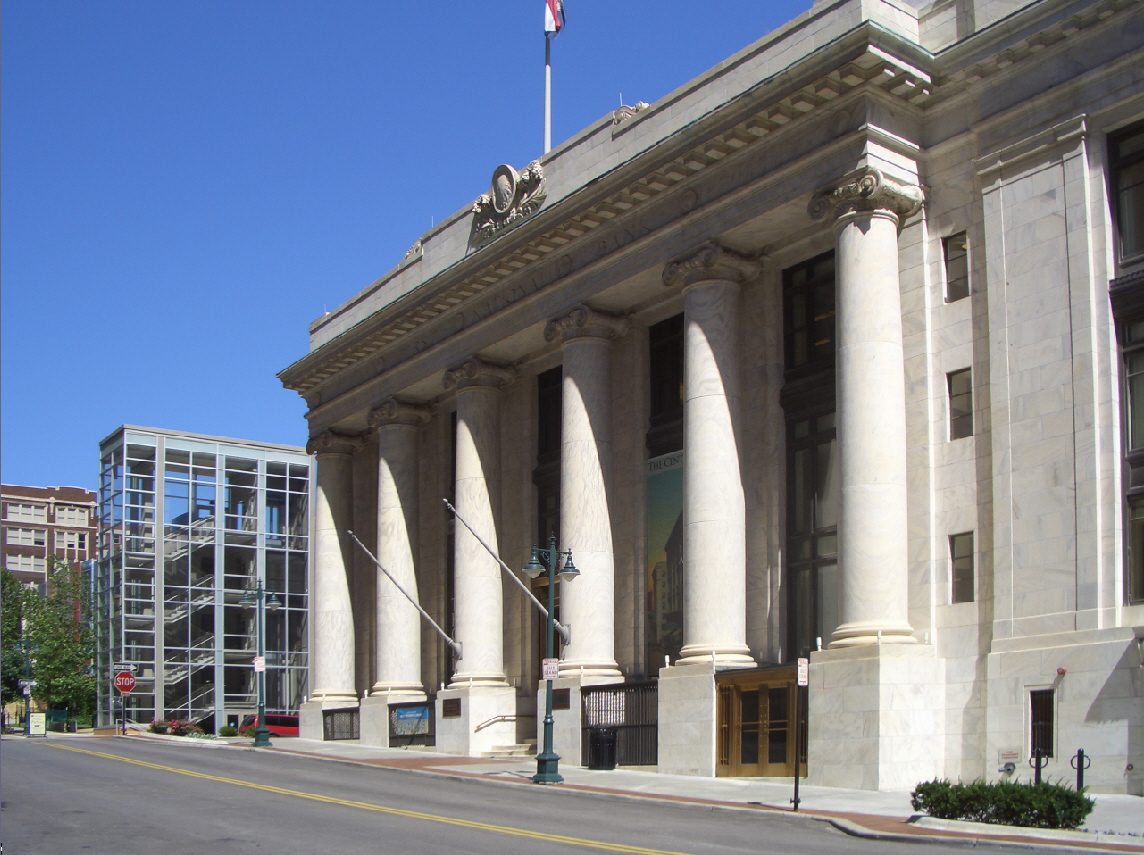

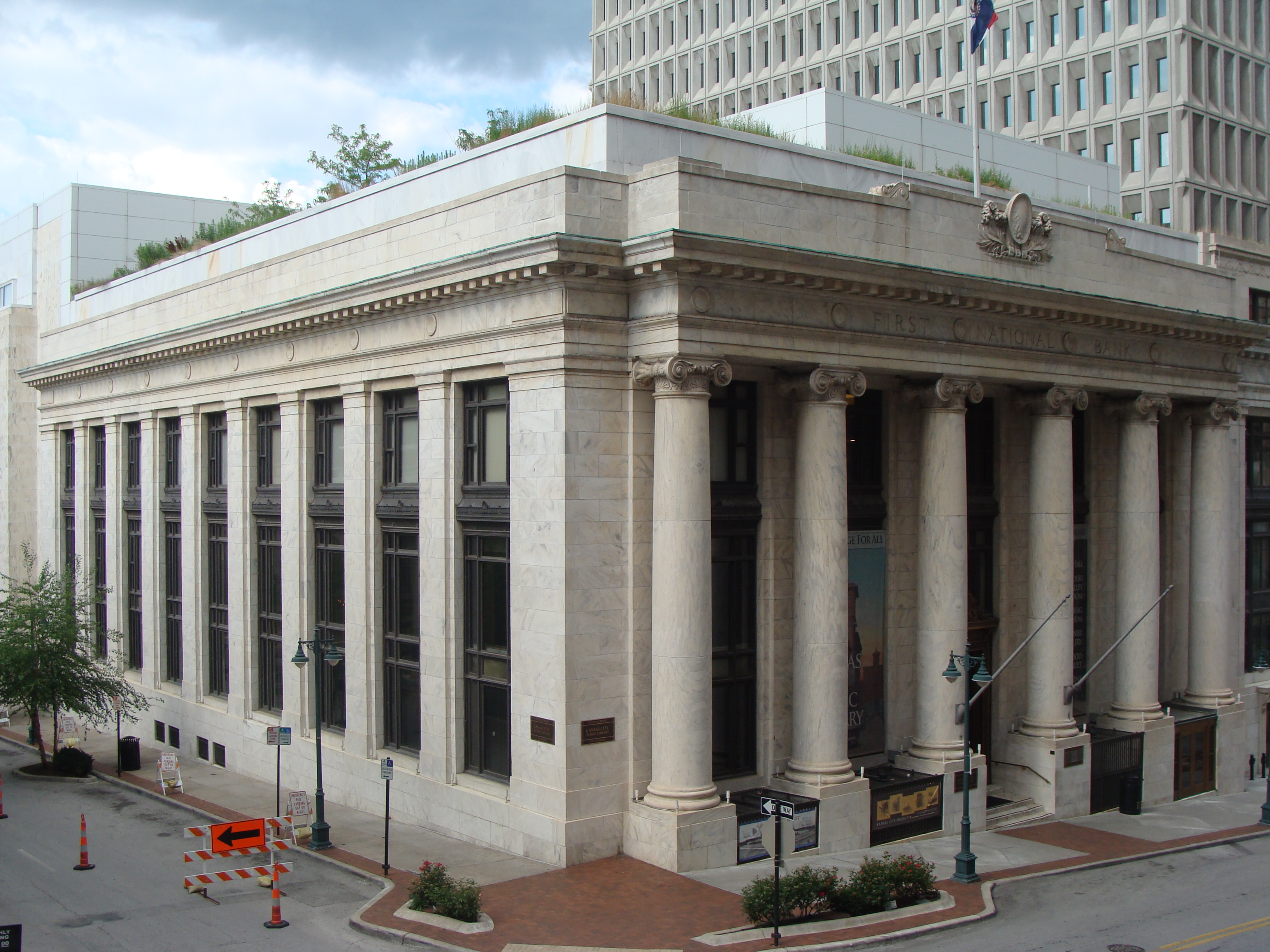

مكتبة كنساس سيتي العامة (بالإنجليزية: Kansas City Public Library)‏  هي أقدم مكتبة وثالث أكبر نظام عام يعمل بخدمة نظام تكنولوجيا المعلومات والاتصالات ، تأسست عام 1873 في مدينة كانساس سيتي بالولايات المتحدة الأمريكية ويوجد مقرها في المكتبة المركزية لكانساس سيتي بولاية ميزوري. وتتكون من مكتبة مركزية، تسعة فروع، برنامج للتوعية، وخدمة انتخابية تضم أكثر من 250.000 دائرة، بالإضافة إلى توفير خدمات مكتبية للمقيمين، كما تعد مورداً أساسياً لأزيد من 1.7 مليون مواطن بالعاصمة كانساس سيتي , تضم مجموعات من الكتب الخاصة، إضافة إلى تاريخ كانساس سيتي المحلي، بما في ذلك النسخ القديمة والمقالات المنشورة، والبطاقات البريدية، والصور، والخرائط، ودلائل المدينة التي يعود تاريخها إلى وقت عتيق من تاريخ المجتمع. كما تشمل كذلك جمع الكتب والنشرات والمقالات الصحفية وغيرها من الوثائق المتعلقة بتاريخ وثقافة الأميركيين الأفارقة.